# Scherma alla XIX Universiade
Il torneo di scherma della XIX Universiade si è svolto a Catania in Italia nel 1997.

## Podi

### Uomini
| Evento                          | Oro                                      | Argento            | Bronzo            |
| Fioretto individuale (dettagli) | Rolando Tucker                           | Serhij Holubyc'kyj | Vadim Ayupov      |
| Fioretto individuale (dettagli) | Rolando Tucker                           | Serhij Holubyc'kyj | Wang Haibin       |
| Sciabola individuale (dettagli) | Vadim Gutzeit                            | Luigi Tarantino    | Sergey Sharikov   |
| Sciabola individuale (dettagli) | Vadim Gutzeit                            | Luigi Tarantino    | Dmitry Lapkes     |
| Spada individuale (dettagli)    | Oleksandr Horbachuk                      | Iván Trevejo       | Davide Burroni    |
| Spada individuale (dettagli)    | Oleksandr Horbachuk                      | Iván Trevejo       | Gunther Krajevski |
| Fioretto a squadre (dettagli)   | Ucraina                                  | Cuba               | Cina              |
| Sciabola a squadre (dettagli)   | Italia Raffaello Caserta Luigi Tarantino | Ungheria           | Ucraina           |
| Spada a squadre (dettagli)      | Ucraina                                  | Ungheria           | Polonia           |

### Donne
| Evento                          | Oro               | Argento                                       | Bronzo            |
| Fioretto individuale (dettagli) | Valentina Vezzali | Annamaria Giacometti                          | Ildikó Mincza     |
| Fioretto individuale (dettagli) | Valentina Vezzali | Annamaria Giacometti                          | Xiao Aihua        |
| Spada individuale (dettagli)    | Tímea Nagy        | Karina Aznavurjan                             | Barbara Ciszewska |
| Spada individuale (dettagli)    | Tímea Nagy        | Karina Aznavurjan                             | Viktoriya Titova  |
| Fioretto a squadre (dettagli)   | Ungheria          | Italia Annamaria Giacometti Valentina Vezzali | Romania           |
| Spada a squadre (dettagli)      | Ungheria          | Russia                                        | Cina              |